# The Indian's Sacrifice
The Indian's Sacrifice è un cortometraggio muto del 1911. Il nome del regista non viene riportato nei credit del film di cui non si conoscono altri dati certi.
Il film è interpretato da Harry Myers e da Edna Payne. L'attrice qui è al suo debutto cinematografico.

## Produzione
Il film fu prodotto dalla Lubin Manufacturing Company

## Distribuzione
Distribuito dalla General Film Company, il film, un cortometraggio in una bobina,  uscì nelle sale cinematografiche statunitensi il 19 giugno 1911.